# Eugeniusz Wasilewski
Eugeniusz Wasilewski (ur. 9 maja 1943 w Wilnie, zm. 3 maja 2022) – litewski filozof narodowości polskiej.

## Życiorys
Był absolwentem Szkoły Średniej numer 11 w Wilnie, znanej obecnie jako Gimnazjum im. Adama Mickiewicza. W 1970 ukończył studia na Uniwersytecie im. M. Łomonosowa w Moskwie. Następnie wykładał filozofię na Uniwersytecie Wileńskim i Uniwersytecie Pedagogicznym w Wilnie. W 1980 rozpoczął badania antropologiczne i epistemologiczne w Instytucie Filozofii i Socjologii Akademii Nauk RL. W 1987 uzyskał stopień doktora na Uniwersytecie im. M. Łomonosowa, za pracę pt. "Analiza Krytyczna filozofii praktyki Ernesta Fischera". Następnie był również starszym pracownikiem naukowym w Instytucie Kultury, Filozofii i Sztuki Litwy. Po 1991 wykładał historię filozofii, logikę i etykę na Universitas Studiorum Polona Vilnensis, który pomagał też założyć. Był dziekanem wydziału humanistycznego.
Ponadto w 1989 był jednym z założycieli Stowarzyszenia Naukowców Polaków Litwy, a w 1991 Uniwersytetu Polskiego w Wilnie przy SNPL. Jest autorem ponad 60 prac naukowych w kraju i za granicą. Był promotorem wieluset dysertacji.
Żona Irena, synowie: Mariusz (1976), Eligiusz (1979).

## Prace
Wybór:
- Źródła historii myśli filozoficznej na Litwie, Wilno 1980;
- Koncepcje pedagogiczne Jana i Jędrzeja Śniadeckich: Wilno 1990 r., "Nauka a jakość życia",
- Personalizm i odnowa katolickiej społecznej nauki, "Filosofija ir Socjologija", 1992 r., nr 1, s. 44-65,
- Nauka o człowieku w Starym Testamencie, "Filosofija ir Socjologija", 1996 r., nr 1, s 3-10,
- Platońska koncepcja człowieka doskonałego, "Filosofija ir Socjologija", 1996 r., nr 2, s 3-10,
- Filozofia ducha narodu Józefa Wojciecha Gołuchowskiego, Filozofia na Uniwersytecie Wileńskim. Praca zbiorowa, Toruń: Wydawnictwo UMK [Uniwersytetu Mikołaja Kopernika], 1997 r.[2],
- Koncepcja struktury i dyspozycji człowieka św. Tomasza z Akwinu, Tomizm: przeszłość i współczesność. Zbiór artykułów, 1999 r., s. 167-179,
- O istocie i sposobach funkcjonowania dobra według Feliksa Konecznego i Mariana Zdziechowskiego, Toruń : Wydawnictwo Uniwersytetu Mikołaja Kopernika, 2002 r., s 212-222[3].